# Schloss Schlandersberg
Bei dem als Schloss oder Burg Schlandersberg bezeichneten Bauwerk handelt es sich in seinen Ursprüngen um eine mittelalterliche Spornburg in der Marktgemeinde Schlanders im Vinschgau in Südtirol. Schlandersberg steht auf einem kahlen Bergrücken über dem Eingang ins Schlandrauntal auf einer Höhe von 1100 Metern.

## Geschichte

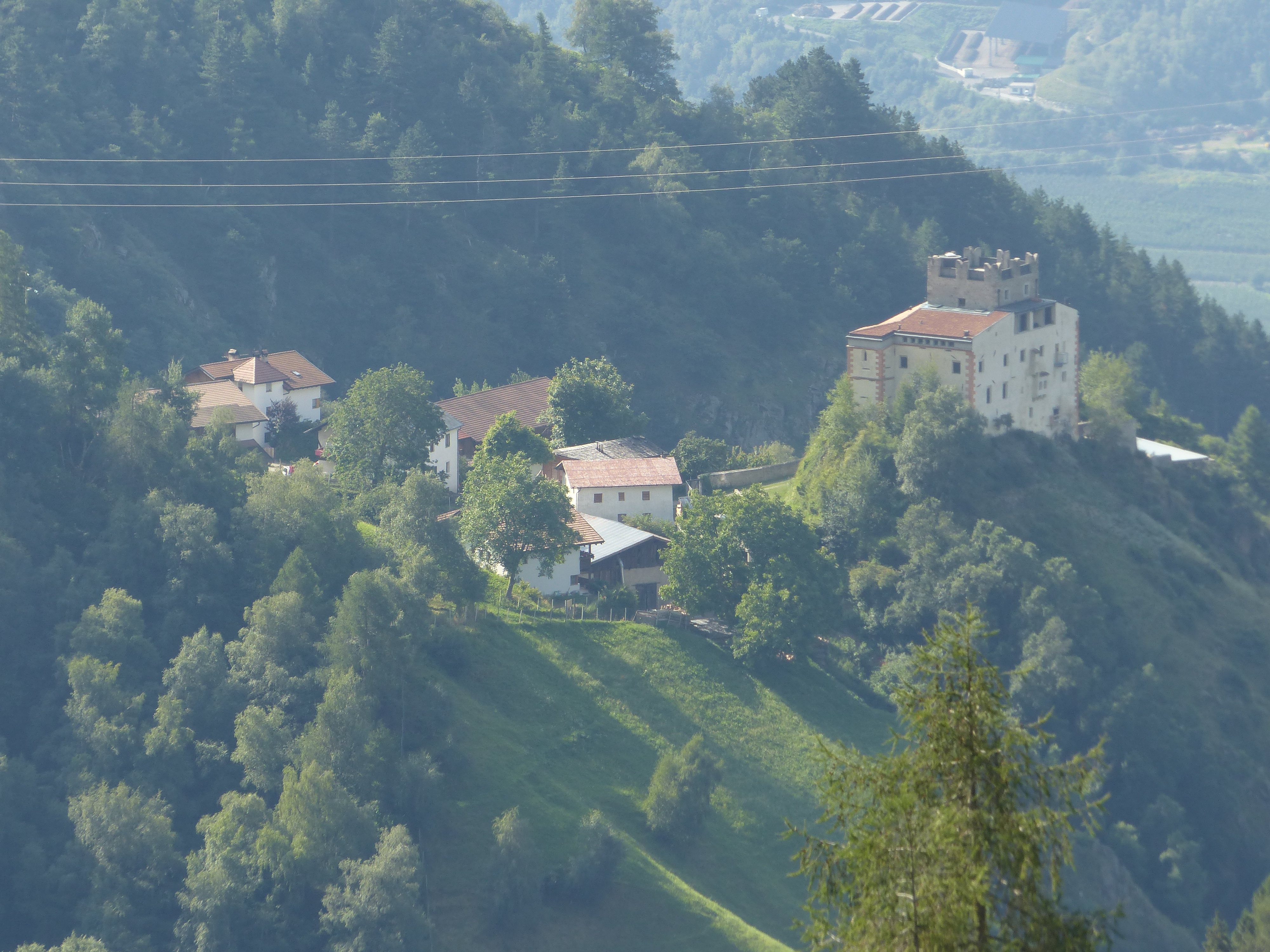
Luftbild

Die Burg wurde im 13. Jahrhundert von den Herren von Montalban erbaut, ebenso wie das Schloss Kastelbell. Sie gehörten als welfisches Adelsgeschlecht zu den Dienstmannen der Grafen von Tirol. Eine Seitenlinie der Familie bewohnte die Burg Schlandersberg und nannte sich nach ihr Herren von Schlandersberg. Im Jahre 1329 mussten diese dann die Burg von den Tiroler Landesherren zu Lehen nehmen. Wegen der unwirtlichen Lage und der wenig einladenden Bausubstanz verlor sie jedoch bald an Bedeutung. Der Hauptsitz wurde auf die um 1329 erbaute Burg Hochgalsaun verlegt. 
1383 erhielten die Schlandersberger auch die Burgen Rotund und Reichenberg im Münstertal als Lehen. Die Brüder Kaspar und Heinrich von Schlandersberg, die berüchtigt waren für ihre Übergriffe, auch gegen die eigenen Untergebenen, gehörten zur Adelsopposition gegen Herzog Friedrich IV., der Hochgalsaun 1423 zerstören ließ; als neuer Sitz wurde dort anschließend das Thurngut erbaut. 1437 sind die Vettern Hans und Wolf von Schlandersberg in Partschins sesshaft. 1587 erwarb Ulrich von Schlandersberg die Fahlburg.
Nachdem im Jahre 1755 die Herren von Schlandersberg im Mannesstamm ausgestorben waren, ging die Burg an die Grafen Hendl, denen auch die Herrschaft Schlanders gehörte, über. Diese verkauften die Burg 1819 an einen Bauern. Ob sie seitdem ständig bewohnt war, ist nicht bekannt. Der letzte Besitzer, der auch in der Burg wohnte, verkaufte in den 1990er Jahren das Gebäude. Es wurde dann von heimischen Architekten unter Berücksichtigung des Denkmalschutzes behutsam und nur mit Materialien aus dem Vinschgau umgebaut. Dabei wurde darauf geachtet, dass der Charakter der Burg erhalten blieb.

## Beschreibung
Die kleine ursprüngliche Burg bestand lediglich aus einem freistehenden Wohnturm. Beispiele für ähnliche Anlagen sind in der näheren Umgebung häufig anzutreffen – etwa Goldrain, Annenberg oder Latsch. Der Turm wurde erst im 16. Jahrhundert umfangreich mit Wohnanbauten erweitert. Das Aussehen hat sich seit jener Zeit kaum noch verändert. Der Wohnturm ist 19 Meter hoch und trägt Schwalbenschwanzzinnen. In der Nordwestecke befand sich in dem aus der Gebäudefront vorstehenden Standerker die Kapelle. Der Turm weist ausgestrichene Mörtelfugen und steingerahmte Viereckfenster mit Seitensitzen auf. Heute befinden sich Luxuswohnungen in dem Gebäude, eine Besichtigung ist nicht möglich.